# Мухамадуллин, Шакир Маратович
Шаки́р Мара́тович Мухамаду́ллин (род. 10 января 2002, Уфа) — российский хоккеист, защитник.

## Карьера

### Клубы
Воспитанник школы уфимского «Салавата Юлаева», за который начал выступать на юношеском уровне на первенстве России Региона — Урал-Западная Сибирь.
В сезоне 2018/2019 дебютировал на профессиональном уровне, на уровне МХЛ, в составе молодёжной команды «Толпар». В сезоне 2019/2020 впервые попал в обойму основной команды «Салавата Юлаева» и дебютировал в КХЛ 3 сентября 2019 года в гостевом матче против китайского клуба «Куньлунь Ред Стар». 1 октября 2019 года в домашнем матче против нижегородского «Торпедо» отметился результативной передачей, таким образом заработав своё первое персональное очко в лиге. Всего в регулярном сезоне 2019/2020 провёл 27 матчей за основную команду, а также отыграл 2 матча в плей-офф. Также хоккеист дебютировал и на уровне ВХЛ в составе аффилированного клуба — нефтекамского «Тороса». В сезоне 2020/2021, 5 сентября 2020 года, в гостевом матче против череповецкой «Северстали», в возрасте 18 лет 7 месяцев и 6 дней, забросил свою первую шайбу в лиге, тем самым став рекордсменом «Салавата Юлаева», как самый молодой хоккеист забросивший шайбу на уровне КХЛ. Также Шакир Мухамадуллин стал первым хоккеистом 2002 года рождения в лиге, которому удалось отличиться голом в официальном матче.
Зимой 2021 года подписал трёхлетний контракт новичка с клубом НХЛ «Нью-Джерси Девилз», который выбрал хоккеиста на драфте НХЛ в 2020 году. Продолжил играть в КХЛ за «Салават Юлаев» на правах аренды до конца сезона 2021/2022. В мае 2022 года Мухамадуллин дебютировал в системе «Девилз» за аффилированный клуб «Ютика Кометс» в плей-офф АХЛ. Сезон 2022/23 начал в «Салавате Юлаеве» на правах аренды. После окончания сезона 2022/2023 Мухамадуллин отправился в расположение «Сан-Хосе Шаркс», после чего был отправлен в фарм клуб АХЛ «Сан-Хосе Барракуда». 28 января 2024 года дебютировал в НХЛ.

### Сборные
В 2018 году впервые был вызван в юниорскую сборной России и принял участие в международных турнирах, которые проходили в чешском городе Пршеров и шведском городе Умео. Принимал участие в Мировом кубке вызова, проходившем в канадском Сент-Джоне с 3 ноября по 11 ноября 2018 года. В декабре 2018 года принял участие в «турнире 4 наций», проходившем в американском городе Плимут, и завоевал со сборной золотые медали.
В 2019 году выступал на Европейском юношеском олимпийском фестивале, который проходил в боснийском городе Сараево с 9 февраля по 16 февраля. В составе юниорской сборной поехал на чемпионат мира, который проходил с 18 по 28 апреля 2019 года в шведских городах Эрншёльдсвик и Умео, став серебряным призёром соревнований. С 5 по 10 августа принял участие в победном для юниорской сборной мемориале Глинки/Грецки, проходившем в чешском городе Бржецлав и словацком городе Пьештяни. C 7 по 15 декабря принял участие на турнире World Junior A Challenge, проходившем в канадских городах Форт-Сент-Джон и Досон-Крик, завоевав со сборной золотые медали.
В 2020 году принял участие в традиционном летнем турнире Sochi Hockey Open в составе сборной России U20. Был вызван в состав главной сборной на первый этап Еврохоккейтура — Кубок Карьяла 2020, проходившем с 5 по 8 ноября в городе Хельсинки. На этом турнире сборная России, составленная, в основном, из молодых хоккеистов, завоевала золотые медали. Помимо этого, был вызван в состав молодёжной сборной России для участия в чемпионате мира, проходившем в канадском городе Эдмонтон, с 25 декабря 2020 по 5 января 2021 года.
В 2021 году был вызван на третий этап Еврохоккейтура — Хоккейные игры Beijer 2021, проходившем с 11 по 14 февраля 2021 года в шведском городе Мальмё. На этом турнире сборная России завоевала золотые медали.
Был вызван на молодёжный чемпионат мира 2022 в качестве защитника, где сыграл три матча, не отметившись результативными действиями, в среднем играя по 21 минуте за матч, но чемпионат был экстренно отменён из-за роста числа случаев заражений коронавирусной инфекцией COVID-19 в нескольких командах.
17 января 2022 года попал в расширенный состав сборной России на зимние Олимпийские игры 2022 в Пекине, но в окончательный состав сначала не попал. 2 февраля заменил Семёна Чистякова в резерве команды. По итогу турнира сборная стала серебряным призёром игр.

## Достижения
- Победитель 4-Nations Tournament Plymouth — 2018 (U-17)
- Серебряный призёр юниорского чемпионата мира — 2019 (U-18)
- Победитель Мирового Кубка Вызова — 2019 (U-18)
- Обладатель Кубка Глинки/Гретцки — 2019 (U-18)
- Победитель World Junior A Challenge — 2019 (U-18)
- Победитель Sochi Hockey Open — 2020 (U20)
- Победитель кубка Карьяла — 2020
- Победитель шведских игр Beijer 2021